# بيترو لورينزيني
بيترو لورينزيني (بالإيطالية: Pietro Lorenzini)‏ (17 مارس 1989 ببارما في إيطاليا - ) هو لاعب كرة قدم إيطالي في مركز الهجوم. لعب مع نادي بارما وFC Carpenedolo SSD ‏ وAC Bellaria Igea Marina ‏ وCrociati Noceto ‏.

## وصلات خارجية
- بيترو لورينزيني على موقع قاعدة بيانات كرة القدم.إي يو (الإنجليزية)